# Stratonicea (Caria)
Stratonicea (in lingua greca antica Στρατoνικη o Στρατονίκεια) fu una città dell'interno della Caria, in Asia Minore, situata a sud del fiume Marsyas, affluente del Meandro (oggi fiume Çine). Si trova oggi presso il villaggio di Eskihisar, nella provincia di Muğla in Turchia.
Fu con il nome di Idrias e precedentemente di Chrysaoris una città licia, governata in seguito dai Persiani. È citata nella lista dei tributi della lega delio-attica del 425 a.C.
Sotto i Seleucidi fu a capo di una lega di città della Caria, con una forma di riconoscimento reciproco della cittadinanza.
Secondo Strabone fu rifondata dal re seleucide Antioco I (281-261 a.C.), che le diede il nome della propria moglie Stratonice.
A partire dalla fine del III secolo a.C. fu in possesso dei Rodii, che la tennero, forse con un breve intervallo durante la campagna caria di Filippo V di Macedonia, nel 201-198 a.C. Nel 167 a.C. i Romani dichiararono libere le città della Caria. Fu sede di Aristonico nel 130 a.C., e fu presa dai Romani. Nell'88 a.C. fu occupata da Mitridate VI del Ponto e nel 40 a.C. resistette all'assedio di Quinto Labieno al comando dei Parti.
Fu ancora prospera durante l'età imperiale, epoca a cui si devono i principali resti esistenti (teatro, il tempio forse dedicato a Serapide, il tempio del culto imperiale sull'acropoli.
Stratonicea era nota inoltre per il santuario di Zeus Panamaros le cui feste (Hieraia, Komyria e Panamarèia) facevano affluire pellegrini da tutta l'Asia Minore. Durante la Panamarèia l'immagine sacra era portata in processione dal suo tempio al Bouleuterion dove rimaneva per 10 giorni. La sacra immagine veniva trasportata in processione su un cavallo donato da un personaggio dell'élite cittadina: poter donare il cavallo per la processione era occasione di lustro per il donatore e la sua famiglia. La festa si svolgeva con grande sfarzo e prevedeva distribuzioni gratuite di olio e pasti a tutti i pellegrini.
La città fu sede episcopale almeno dal V secolo.